# Tetragonia
Pour les articles homonymes, voir Tétragone.
Ne doit pas être confondu avec Tetragonias.
Genre
Classification phylogénétique
Tetragonia est un genre de plantes angiospermes, les tétragones, de la famille des Aizoaceae. Il comprend environ 50 espèces originaires des régions subtropicales et tempérées de l'hémisphère sud : Nouvelle-Zélande, Australie, Afrique du Sud et Amérique du Sud.

## Liste d'espèces
Selon BioLib (21 oct. 2015) :
- Tetragonia coronata Rye & Trudgen
- Tetragonia cristata C.A. Gardner ex A.M. Prescott
- Tetragonia decumbens Mill.
- Tetragonia diptera F. Muell.
- Tetragonia eremaea Ostenf.
- Tetragonia fruticosa L.
- Tetragonia implexicoma (Miq.) Hook.f.
- Tetragonia microptera Fenzl
- Tetragonia moorei M. Gray
- Tetragonia nigrescens Eckl. & Zeyh.
- Tetragonia tetragonioides (Pall.) Kuntze - Épinard de Nouvelle-Zélande

(syn. : Tetragonia expansa Murray)